# Svenska sällskapets för rashygien skriftserie
Svenska sällskapets för rashygien skriftserie var en svensk skriftserie vilken utgavs av Svenska sällskapet för rashygien 1919-23.
| Volym | Titel                                                                  | Författare           | Utgivningsår          | Omfattning                   |
| ----- | ---------------------------------------------------------------------- | -------------------- | --------------------- | ---------------------------- |
| 1     | Om rashygien dess förutsättningar, mål och medel                       | Vilhelm Hultkrantz   | 1919                  | 54 sidor                     |
| 2     | En svensk bondesläkts historia sedd i rasbiologisk belysning           | Herman Lundborg      | 1920                  | 39 sidor                     |
| 3/4   | Modern ärftlighetslära                                                 | Nils von Hofsten     | 1920                  | 59 sidor                     |
| 5/6   | Om befruktningen samt om fruktsamhet och sterilitet från rassynpunkt   | Ivar Broman          | 1921                  | 62 sidor                     |
| 7/8   | Ungdomsbrottslighet och vanart i Sverige: deras orsaker och bekämpande | David Lund           | 1921, ny upplaga 1923 | 80 (andra upplagan 82) sidor |
| 9     | Degenerationsfaran och riktlinjer för dess förebyggande                | Herman Lundborg      | 1922                  | 30 sidor                     |
| 10    | Sterilisationsfrågan: några social-medicinska och etiska synpunkter    | Elis Essen-Möller    | 1922                  | 16 sidor                     |
| 11    | Rasblandningarnas omfång och betydelse i det romerska kejsarriket      | Martin P:son Nilsson | 1923                  | 25 sidor                     |